# Grey DeLisle
Grey DeLisle, talvolta accreditata come Grey Griffin o Grey DeLisle-Griffin, pseudonimo di Erin Grey Van Oosbree (Fort Ord, 24 agosto 1973), è un'attrice, cantante e doppiatrice statunitense.

## Biografia
Per metà irlandese e metà ispanica, è figlia del camionista George van Oosbree e della cantante Johanna Ruth. Ha un fratello minore e ha avuto una infanzia triste: il padre ha lasciato la famiglia e la madre era tossicodipendente. Principalmente è stata educata e cresciuta dalla nonna, Eva Flores Ruth, una cantante che aveva lavorato assieme a Tito Puente, una leggenda della salsa.
La DeLisle è appassionata di gruppi come i The Cure, ma la madre, che era diventata una Pentecostale, aveva imposto alla figlia di non ascoltare musica che non fosse di strettamente religiosa. In tarda adolescenza cominciò a cantare brani gospel e iniziò anche a recitare come stand-up comedian, su consiglio di un amico. La DeLisle riusciva a imitare le voci in maniera naturale e quindi le venne consigliato di fare dei provini per venire assunta come doppiatrice. Il suo primo lavoro come protagonista arrivò con Crayon Shin-chan.
Non prese un altro posto come protagonista fino al 1998, ma da allora la Grey è diventata una delle doppiatrici più amate e rispettate in America. La DeLisle ha anche pubblicato cinque album di musica folk e brani "americana", ma anche alcuni brani gospel.
La DeLisle ha prestato la voce anche a molti personaggi dei videogiochi, come Fuga da Monkey Island, la serie Baldur's Gate e diversi giochi della LucasArts.
Dal 2019 è la nuova voce di Martin Prince ne I Simpson, a causa della scomparsa di Russi Taylor. Nel 2021 ha un ruolo vocale nello spot pubblicitario della quinta puntata di WandaVision.

## Vita privata
Nel 2002 la DeLisle ha sposato il musicista Murry Hammond, il bassista degli Old 97's, dopo alcuni mesi di relazione informale. 

## Discografia

### Album
- 2000 - The Small Time
- 2002 - Homewrecker
- 2003 - Bootlegger Vol. 1
- 2004 - The Graceful Ghost
- 2005 - Iron Flowers

### Raccolte
- 2005 - 'Neath A Cold Grey Stone - A Grey DeLisle Collection

### EP
- 2005 - Iron Flowers EP

### Singoli
- 2001 - Showgirl (I'm Sorry)

## Filmografia parziale

### Doppiatrice
- Crayon Shin-chan - Cosmo, Uma
- Oh Yeah! Cartoons - Vicky
- Le Superchicche - Femme Fatale
- Finalmente weekend! - Lor McQuarrie
- Ginger - Brandon Higsby
- Clifford - Emily Elizabeth Howard
- Due fantagenitori - Vicky, Tootie, Direttrice Geraldine Waxelplax, Veronica, Chad, Fatine dei denti, Betty
- House of Mouse - Il Topoclub - Roxanne
- Le tenebrose avventure di Billy e Mandy - Mandy / Sis
- Night of the Living Doo - Daphne Blake
- The Flintstones On The Rocks - Betty Rubble
- Whatever Happened to Robot Jones? - Mom Unit, Shannon, Connie, French teacher
- Le nuove avventure di Scooby-Doo - Daphne Blake
- Nome in codice: Kommando Nuovi Diavoli - Lizzie, Grandma Stuffums
- Xiaolin Showdown - Kimiko Tohomiko
- Star Wars: Clone Wars - Padmé Amidala, Asajj Ventress, Shaak Ti e Adi Gallia
- Un cucciolo di nome Clifford - Emily Elizabeth Howard / Caroline Howard
- Teen Titans Go! Vs. Teen Titans - Sig.ra Natale
- Danny Phantom - Samantha "Sam" Manson
- Gli amici immaginari di casa Foster - Francis "Frankie" Foster, Duchess
- Hi Hi Puffy AmiYumi - Yumi Yoshimura
- Hector Polpetta - Dottoressa Orrore
- Danger Rangers - Kitty
- Quella scimmia del mio amico - Lupe Toucan, Ingrid Giraffe, Nurse Gazelle, Mrs. Warthog
- Avatar - La leggenda di Aang - Princess Azula
- Kick Chiapposky - Aspirante stuntman - Brianna Chiapposky
- T.U.F.F. Puppy - Kitty Katswell, Zippy, R.I.T.A.
- Scooby-Doo! Mystery Incorporated - Daphne Blake
- Be Cool, Scooby-Doo! - Daphne Blake
- A casa dei Loud - Lana, Lola e Lily
- Digimon Adventure e Digimon Adventure 02 - Tai Kamiya
- Invincible – serie animata, 8 episodi (2021-in corso)
- Inside Job – serie animata, 6 episodi (2021-in corso)
- Star Trek: Prodigy - serie animata, episodi 1x07-1x08 (2022) - Nandi

#### Videogiochi
- Star Wars: Episodio I - La minaccia fantasma - Padmé Amidala
- Ninja Gaiden 2 - Elizebet
- Bayonetta - Jeanne
- Dragon Age: Origins - Awakening - Velanna
- StarCraft II: Wings of Liberty - Nova
- Batman: Arkham City - Catwoman, Vicky Vale
- Sly Cooper: Ladri nel Tempo - Carmelita Fox
- StarCraft II: Heart of the Swarm - Nova
- Injustice: Gods Among Us - Catwoman
- Broken Age - Levina, Drucilla, Yarn Pal 3
- Bayonetta 2 - Jeanne, Telegiornalista
- Mortal Kombat X - Kitana
- Batman: Arkham Knight - Catwoman, Vicky Vale
- Injustice 2 - Catwoman, Alura
- Marvel vs. Capcom: Infinite - Captain Marvel
- Bayonetta 3 - Jeanne
- Just Cause - Maria Kane [2]

## Doppiatrici italiane
Da doppiatrice è stata sostituita da:
- Cinzia Massironi in Just Cause, Batman: Arkham City (Catwoman), Injustice 2
- Jolanda Granato in StarCraft II: Wings of Liberty, StarCraft II: Heart of the Swarm, Mortal Kombat X
- Rosa Leo Servidio in Batman: Arkham City (Vicki Vale)
- Dania Cericola in Sly Cooper: Ladri nel Tempo
- Sara Giacopello in The Boys